# Pointe de Charbonnel
Pointe de Charbonnel je hora ve francouzské části Grajských Alp. Leží na jihovýchodě Savojska, v blízkosti hranice s Itálií. Severozápadně od hory se nachází Národní park Vanoise.
Pointe de Charbonnel je s výškou 3 752 metrů třetí nejvyšší horou Grajských Alp
a náleží do první dvacítky nejvyšších hor Francie s prominencí vyšší než 500 metrů.